# Berg (Gemeinde Ebenthal)
Berg ist eine Ortschaft in der Gemeinde Ebenthal im Bezirk Klagenfurt-Land in Kärnten mit 74 Einwohnern (Stand 1. Jänner 2024).

## Geografie
Oberhalb der Mieger Senke in der östlichen Sattnitz erhebt sich ein Hochflächenrest, der als „Berg“ bezeichnet wird. Die kuppige Hochfläche in rund 600–680 m Seehöhe wird von mehreren landwirtschaftlichen Betrieben und zahlreichen Keuschen eingenommen. Seit um 1970 sind auch zahlreiche Zweitwohnsitze entstanden. Die Ortschaft Berg gehört zu der Marktgemeinde Ebenthal und zählt 74 Einwohner. Berg ist durch eine Straße von Obermieger (560 m Seehöhe) aus erschlossen. Die Ortschaft ist nach allen Seiten von dichten Waldungen umgeben. Nach Osten fällt die Hochfläche um rund 100 m zur Senke von Sabuatach ab.

## Geschichte
1309 verlieh Herzog Otto von Kärnten dem Peter von Liebenberg unter anderem die Mühle in der Zablat und eine zugehörige Hube. Vermutlich handelte es sich bei der Mühle um eine der zahlreichen Hausmühlen, die im Mühlgraben, der sich von Sabuatach nach Süden zur Drau öffnet, entstanden waren.
1589 wurden erstmals Höfe am „Gravensteiner Perg“ genannt. Im Urbar heißt es „Neue Huben und Keuschen“. Dies scheint auf eine junge Entstehung hinzuweisen, vergleichbar etwa der Entwicklung in Lippizach, wo die Besiedlung ebenfalls in jene Zeit fällt. Etwas später wird aber präziser von aufgekauften neuen Huben und Keuschen am Gravensteiner Berg gesprochen.

## Siedlungsformen
Das unruhige Gelände der Hochfläche von Berg mit seinen Kuppen und Talungen wird von einem Netz von Einödblockfluren erfüllt, wobei die Größe gegen Nordosten zu, wo das Gelände kleinräumiger erscheint, abnimmt. Siedlungstechnisch entspricht dieser Flurform die Streusiedlung.
Die Streusiedlung besteht infolge des kuppigen Reliefs aus mehreren kleinen Rodungsinseln, in denen neben den Huben als größeren landwirtschaftlichen Betrieben, wie dem Raunjak, Stippich, Letztl Hübniak oder Dobernig nach 1580 zahlreiche Keuschen entstanden sind.
Um 1970 gab es insgesamt 24 landwirtschaftliche Betriebe, von denen noch 18 bewirtschaftet wurden. Darunter waren 7 Vollerwerbsbetriebe, 1 Zuerwerbsbetrieb, 8 Nebenerwerbsbetriebe, 1 Rentnerbetrieb und 1 Ausmärkerbetrieb.